# Riwwelmatthes
Der Riwwelmatthes (auch: Riwwel Matthes und Prinz-Emil-Veteranen-Denkmal) ist ein Veteranendenkmal in Darmstadt.

## Geschichte und Beschreibung

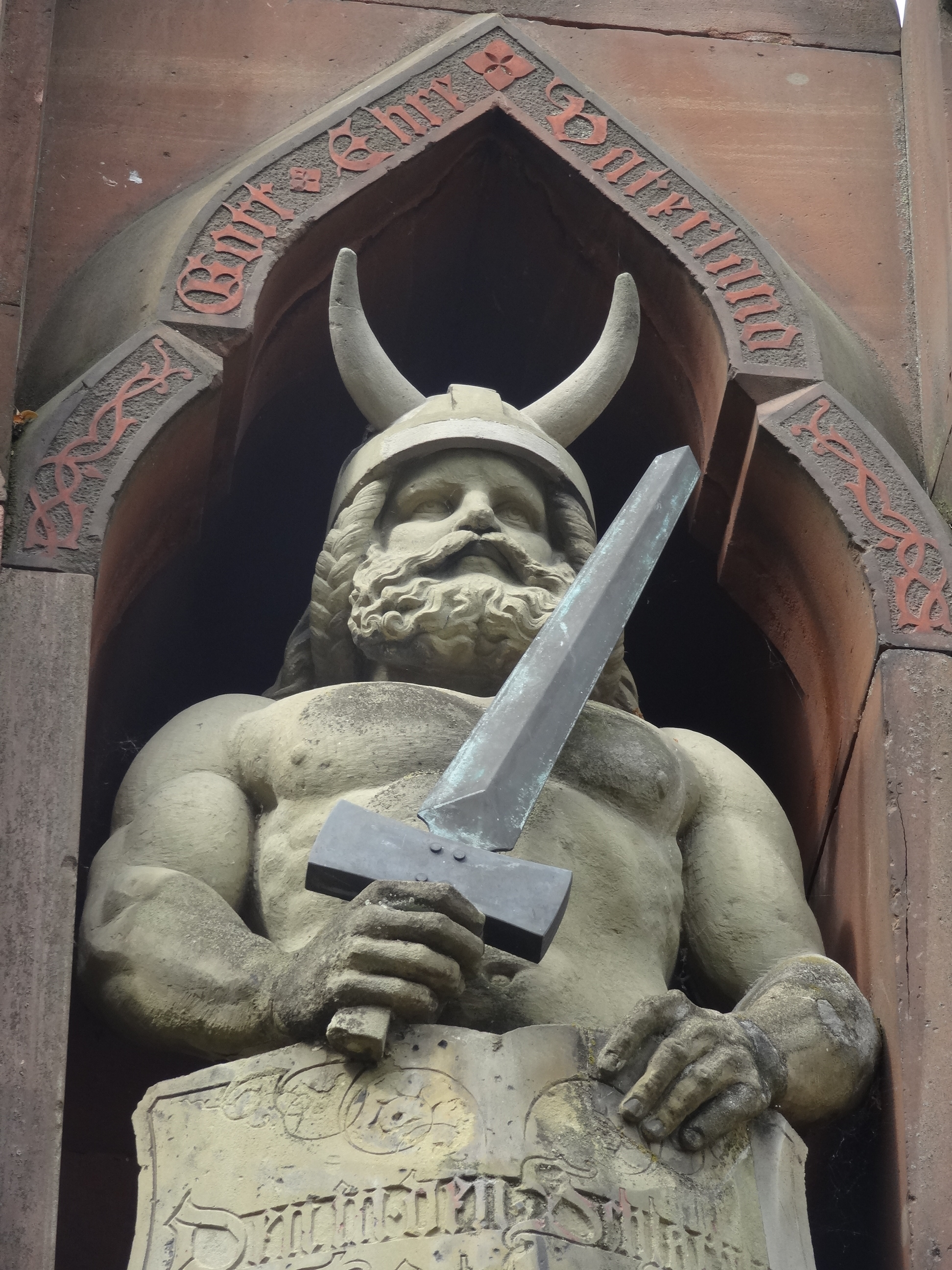
Germanenfigur

Der Riwwelmatthes ist ein Veteranendenkmal von Johann Baptist Scholl.
Das Denkmal stand ursprünglich auf dem Marienplatz in Darmstadt.
Im Jahre 1902 wurde das Denkmal in den Herrngarten versetzt.
Das Veteranendenkmal wurde im neugotischen Stil aus rotem und gelben Sandstein gehauen.
Der dreiteilige Aufbau steht auf der zum Sockel geschrumpften Grabkammer.
In der Mitte des Denkmals steht die Gestalt eines bärtigen und behelmten Germanen mit einem Kurzschwert.
Die Gestalt entsprach dem Symbol der Freiheitskämpfe der Napoleonischen Kriege (1792–1815).
Das Veteranendenkmal wurde im Jahre 1852 vom Prinz-Emil-Veteranenverein eingeweiht.